# 富本斎宮太夫 (初代)
初代 富本 斎宮太夫（とみもと いつきだゆう、享保12年（1727年） - 享和2年5月18日（1802年6月17日））は、江戸時代中期の浄瑠璃富本節の太夫。宗家の2代目富本豊前太夫の後見を務め、富本節隆盛の基礎を築いた。

## 来歴
筑前国出身。本名は清水権次郎あるいは徳兵衛といい、福岡藩士・清水多左衛門の次男。寛保3年（1743年）江戸に出て浄瑠璃豊後節を志し、豊後節・常磐津節に属した。師は常磐津小文字太夫（富本豊前掾）とも、初代常磐津文字太夫ともいうが、いずれにしても豊前掾のワキを勤めるなどその最高弟として活動した。寛延元年（1748年）豊前掾が独立して富本節を立てるとこれに従ったものの、宝暦年間に廃業して清水屋太兵衛と改め、日本橋茅場町に米問屋を経営した。
明和元年（1764年）豊前掾が没し、子の午之助（2代目富本豊前太夫）が富本節を継承する。しかし午之助が当時若く一派の危機となったため、後援者だった松江藩主・松平宗衍から要請を受けてその後見役となり浄瑠璃に復帰。2代目豊前太夫によく芸を仕込み、やがて富本節と豊前太夫は江戸中を風靡する人気を博した。斎宮太夫は道行物や濡場の独吟を得意としたが、この芸風は後年の清元節に受け継がれている。
寛政6年（1794年）剃髪して名を清水延寿斎と改め、寛政9年（1797年）からは単に延寿と号した。寛政11年（1799年）市村座公演「歌枕雪鉢木」を最後の公演としたが、既に70歳を超える高齢ながら若衆のごとしとの絶賛を受けたという。享和2年（1802年）76歳で没。成就寺に葬られた。